# Loimos salpinggoides
A Loimos salpinggoides a csáklyásférgek (Monogenea) osztályának a Monocotylidea rendjébe, ezen belül a Loimoidae családjába tartozó faj.

## Tudnivalók
A Loimos salpinggoides tengeri laposféregfaj. A sötétcápa (Carcharhinus obscurus) egyik fő belső élősködője.